# Псковско језеро
Псковско језеро (рус. Псковское озеро, ест. Pihkva järv), слатководно је реликтно језеро у источној Европи, смештено на самој граници Естоније и Руске Федерације. Највећи део језерске акваторије административно припада Псковској области Русије, док естонском округу Пилва припада тек око 6% језерске акваторије на крајњем северозападу.
У географском смислу Псковско језеро је део Чудско-псковског језерског система ипредставља његов најјужнији део. Преко Топлог језера на северу је повезано са акваторијом Чудског језера, односно са басеном Финског залива Балтичког мора. Површина језера је 709 км², што чини око 20% од укупног језерског система.
Језеро има готово овалан облик и пружа се у смеру север-југ у дужини од 40 километара, док је маскимална ширина у смеру запад-исток до 19 километара. Просечна дубина је око 3 метра, док максимална не прелази 5,3 метара. Језеро је под ледом током зимског дела године. Најважнија притока је река Великаја која се у језеро улива у његовом јужном делу у виду простране делте. Важније притоке су још и Пиуза, Обдјох, Липенка, Толба и Чјорнаја.
У источном делу језера налази се архипелаг Талапских острва ког чине три мања насељена острва са укупно око двестотињак становника. Највећа острва налазе се дуж западне обале језера, и то су Колпина и Каменка.